# Schizolaena
Schizolaena es un género de árboles de la familia Sarcolaenaceae.  El género tiene 19 especies nativas de  Madagascar.

## Especies
- Schizolaena capuronii Lowry & al.
- Schizolaena cauliflora Thouars
- Schizolaena cavacoana Lowry & al.
- Schizolaena elongata Thouars
- Schizolaena exinvolucrata Baker
- Schizolaena gereaui Lowry & al.
- Schizolaena hystrix Capuron
- Schizolaena laurina Baill.
- Schizolaena manomboensis Lowry & al.
- Schizolaena masoalensis Lowry & al.
- Schizolaena microphylla H.Perrier
- Schizolaena milleri Lowry & al.
- Schizolaena parviflora (F.Gérard) H.Perrier
- Schizolaena pectinata Capuron
- Schizolaena raymondii Lowry & Rabeh.
- Schizolaena rosea Thouars
- Schizolaena tampoketsana Lowry & al.
- Schizolaena turkii Lowry & al.
- Schizolaena viscosa F.Gérard